# Christina Nilsdotter (Natt och Dag)
Christina Nilsdotter (Natt och Dag), född 1580, död 1642, var en svensk hovfunktionär. Hon var drottning Kristinas fostermor mellan 1639 och 1642.

## Biografi
Christina Nilsdotter var dotter till hovmästaren Nils Nilsson (Natt och Dag) och Anna Bengtsdotter Gylta (släkten Gylta) och gifte sig med ståthållaren Holger von Scheiding. Hon blev änka 1631. När drottning Kristinas faster och vårdnadshavare Katarina avled 1638, fanns det ett behov av att utse en ny fostermor åt den ännu minderåriga monarken. Riksrådet beslöt då att Kristina skulle ha flera hovmästarinnor, för att undvika att hon blev beroende av en enda person och gunstling.
Rådet utsåg år 1639 två kvinnor som skulle fungera som Kristinas fostermödrar, och två som skulle rollen som hovmästarinnor: alla fyra fick dock rent formellt titeln hovmästarinna. Christina Nilsdotter blev tillsammans med Ebba Mauritzdotter Leijonhufvud, utsedd till fostermor eller "Upptuktelse-Förestånderska", medan Beata Oxenstierna och Ebba Ryning blev hovmästarinnor. Oxenstierna kallades även överhovmästarinna, vilket då var en ny titel. Rådet motiverade sina val av fostermödrar med att båda utmärktes av egenskaperna "ärlighet och dygd, allvarsamhet och stadighet". I fallet Ebba Leijonhufvud tillkom motiveringen att hon ansågs ha gett sin dotter Anna Margareta Sture en idealisk uppfostran. Ebba Leijonhufuvd var genom sin dotter Anna Margareta svärmor till Johan Oxenstierna, Axel Oxenstiernas son. Christina Nilsdotters farmor, Karin Göransdotter (Gyllenstierna), hade själv varit hovmästarinna.
Rådets beslut att utse flera fostermödrar åt Kristina för att undvika att hon fäste sig för mycket vid en person var en metod som fungerade, eftersom Kristina inte tycks ha fäst sig vid någon av dem. Förutom Ebba Sparre nämns endast två hovdamer som Kristina ägnade något intresse, lady Jane Ruthven och Louise van der Nooth: själv nämner hon endast sina hovdamer i sina memoarer för att jämföra dem med sig själv till sin egen fördel och poängtera hur mycket hon skilde sig från dem genom sitt "manliga" uppträdande. Kristina skrev senare: "Jag kände förakt för alla i min omgivning, och särskilt kvinnorna i min uppvaktning, från vilka jag inte tålde den minsta rättelse".